# Peritassa longifolia
Peritassa longifolia är en benvedsväxtart som beskrevs av Lombardi. Peritassa longifolia ingår i släktet Peritassa och familjen Celastraceae. Inga underarter finns listade.